# Ленарчич, Янез
Янез Ленарчич (словен. Janez Lenarčič; род. 6 ноября 1967, Любляна, Словения) — словенский дипломат, директор Бюро по демократическим институтам и правам человека ОБСЕ в 2008—2014 год, европейский комиссар по вопросам гуманитарной помощи и управления кризисными ситуациями в комиссии фон дер Ляйен с 1 декабря 2019 года.

## Биография
В 1992 году окончил Люблянский университет по специальности «международное право». С 1992 год на дипломатической службе независимой Словении. Его первой должностью в 1994-1999 гг. была работа в миссии Словении при ООН в Нью-Йорке. С 2000 по 2001 год работал советником министра иностранных дел и премьер-министра Янеза Дрновшека. В 2002-2003 годы занимал пост государственного секретаря в аппарате премьер-министра. С 2003 по 2006 год был послом Словении при Организации по безопасности и сотрудничеству в Европе в Вене, а во время словенского председательства в этой организации в 2005 году возглавлял постоянный совет ОБСЕ. С 2006 по 2008 год был государственным секретарем по европейским делам, в частности представляя Словению во время переговоров 2007 года по Лиссабонского соглашения, а позже представлял Совет ЕС в Европейском парламенте в течение словенского председательства в 2008 году. В том же году переехал в Варшаву на должность директора Бюро по демократическим институтам и правам человека, которую занимал до 2014 года, когда был назначен государственным секретарем в правительстве премьер-министра Миро Церара. в 2016 г. перебрался в Брюссель постоянный представитель Словении при ЕС.
В 2019 году премьер Словении Марьян Шарец выдвинул Ленарчича на должность еврокомиссара от Словении в еврокомиссии под руководством Урсулы фон дер Ляйен.
Удостоен высшей награды Франции — ордена Почетного легиона.
Награждён украинским Орденом «За заслуги» II степени (2022) за значительные личные заслуги в укреплении межгосударственного сотрудничества, поддержку государственного суверенитета и территориальной целостности Украины, весомый вклад в популяризацию Украинского государства в мире.